# Benoibates reductus
Benoibates reductus är en kvalsterart som först beskrevs av Balogh och Sandór Mahunka 1967.  Benoibates reductus ingår i släktet Benoibates och familjen Oripodidae. Inga underarter finns listade.